# Кубок обладателей кубков ЕКВ среди женщин 1975/1976
4-й розыгрыш Кубка обладателей кубков ЕКВ среди женщин проходил с 25 января по 9 апреля 1976 года с участием 14 клубных команд стран-членов Европейской конфедерации волейбола. Победителем стала чехословацкая команда «Славия» (Братислава).

## Команды-участницы
| Страна       | Команда                            |
| ------------ | ---------------------------------- |
| Австрия      | «Инсбрукер» (Инсбрук)              |
| Бельгия      | «Антверп» (Антверпен)              |
| Бельгия      | ЦСКА «Септемврийско Знаме» (София) |
| Греция       | «Панатинаикос» (Афины)             |
| Израиль      | «Хапоэль» (Тель-Авив)              |
| Италия       | «Кома» (Модена)                    |
| Нидерланды   | «Динамо» (Апелдорн)                |
| Португалия   | «Лейшойнш» (Матозиньюш)            |
| Турция       | «Галатасарай» (Стамбул)            |
| Франция      | АСУЛ (Лион)                        |
| ФРГ          | «УСК Мюнстер» (Мюнстер)            |
| Чехословакия | «Славия» (Братислава)              |
| Швейцария    | «Невшатель ЮК» (Невшатель)         |
| Югославия    | «Раднички» (Белград)               |

В связи с подготовкой сборных СССР, ГДР и Венгрии к Олимпиаде-76 от участия в розыгрыше Кубка отказались команды из этих стран.

## Система проведения розыгрыша
В турнире принимают участие команды 14 стран-членов ЕКВ (представители национальных чемпионатов или Кубков своих стран). Турнир состоит из двух раундов плей-офф и финального этапа. В раундах плей-офф команды делятся на пары и проводят между собой по два матча с разъездами. Победителем пары выходит команда, одержавшая две победы. В случае равенства побед победителем становится команда, имеющая лучшее соотношение партий по сумме обоих матчей. В случае равенства и этого показателя в дальнейшую стадию плей-офф выходит команда, имеющая лучшее соотношение игровых очков (мячей) по сумме матчей.
8 команд-участниц четвертьфинала плей-офф определяют четырёх участников финального этапа.
Финальный этап состоит из однокругового турнира, по результатам которого определяется итоговая расстановка мест.

## 1/8 финала
январь -февраль 1976
 «Галатасарай» (Стамбул) —  «Славия» (Братислава)
7 февраля. 0:3.
8 февраля. 1:3.
 «Панатинаикос» (Афины) —  «Инсбрукер» (Инсбрук)
25 января. 3:2.
22 февраля. 2:3.
 «УСК Мюнстер» —  «Лейшойнш» (Матозиньюш)
13 февраля. 3:0.
21 февраля. ?:?
 «Кома» (Модена) —  «Динамо» (Апелдорн)
18 февраля. 3:0 (15:8, 15:2, 15:13).
21 февраля. 0:3 (8:15, 3:15, 5:15). Соотношение игровых очков по сумме двух матчей — 61:68.
 «Антверп» (Антверпен) —  «Невшатель ЮК»
8 февраля. 3:0 (15:6, 15:5, 15:2).
21 февраля. 3:0 (15:4, 15:10, 15:8).
 «Хапоэль» (Тель-Авив) —  АСУЛ (Лион)
8 февраля. 3:0 (15:8, 15:8, 15:8).
.. февраля. 3:0 (15:8, 15:8, 15:8).
 ЦСКА «Септемврийско Знаме» (София) свободен от игр.
 «Раднички» (Белград) свободна от игр.

## Четвертьфинал
март 1976
 «Славия» (Братислава) —  «Панатинаикос» (Афины)
14 марта. 3:0.
24 марта. ?:?
 ЦСКА «Септемврийско Знаме» (София) —  «Инсбрукер» (Инсбрук)
.. марта. ?:?
.. марта. ?:?
 «УСК Мюнстер» —  «Динамо» (Апелдорн)
13 марта. 3:0 (15:6, 17:15, 15:13).
21 марта. 1:3 (10:15, 15:5, 11:15, 14:16).
 АСУЛ (Лион) —  «Раднички» (Белград)
.. марта. 3:0.
.. марта. 1:3.

## Финал четырёх
7—9 апреля 1976.  Братислава.
Участники:
 «Славия» (Братислава)

 ЦСКА «Септемврийско Знаме» (София)

 АСУЛ (Лион)

 «УСК Мюнстер» (Мюнстер)

### Результаты
| М | Команда                            | 1   | 2   | 3   | 4   | И | В | П | С/П | О |
| - | ---------------------------------- | --- | --- | --- | --- | - | - | - | --- | - |
| 1 | «Славия» (Братислава)              |     | 3:0 | 3:0 | 3:0 | 3 | 3 | 0 | 9:0 | 6 |
| 2 | ЦСКА «Септемврийско Знаме» (София) | 0:3 |     | 3:0 | 3:0 | 3 | 2 | 1 | 6:3 | 5 |
| 3 | «УСК Мюнстер»                      | 0:3 | 0:3 |     | 3:0 | 3 | 1 | 2 | 3:6 | 4 |
| 4 | АСУЛ (Лион)                        | 0:3 | 0:3 | 0:3 |     | 3 | 0 | 3 | 0:9 | 3 |

|       |                                        |     |         |        |        |  |  |
|       |                                        |     |         |        |        |  |  |
| 7.04. | УСК Мюнстер — АСУЛ                     | 3:0 | (15:13, | 15:9,  | 15:10) |  |  |
| 7.04. | Славия — ЦСКА Септемврийско Знаме      | 3:0 | (15:7,  | 15:12, | 15:7)  |  |  |
| 8.04. | ЦСКА Септемврийско Знаме — УСК Мюнстер | 3:0 | (15:3,  | 16:14, | 15:10) |  |  |
| 8.04. | Славия — АСУЛ                          | 3:0 | (15:3,  | 15:4,  | 15:8)  |  |  |
| 9.04. | ЦСКА Септемврийско Знаме — АСУЛ        | 3:0 | (15:7,  | 15:9,  | 15:9)  |  |  |
| 9.04. | Славия — УСК Мюнстер                   | 3:0 | (15:10, | 15:4,  | 15:10) |  |  |

### Итоги

#### Положение команд
| «Славия» (Братислава)              |
| ЦСКА «Септемврийско Знаме» (София) |
| «УСК Мюнстер» (Мюнстер)            |
| 4. АСУЛ (Лион)                     |